# Elektromagnetische straling

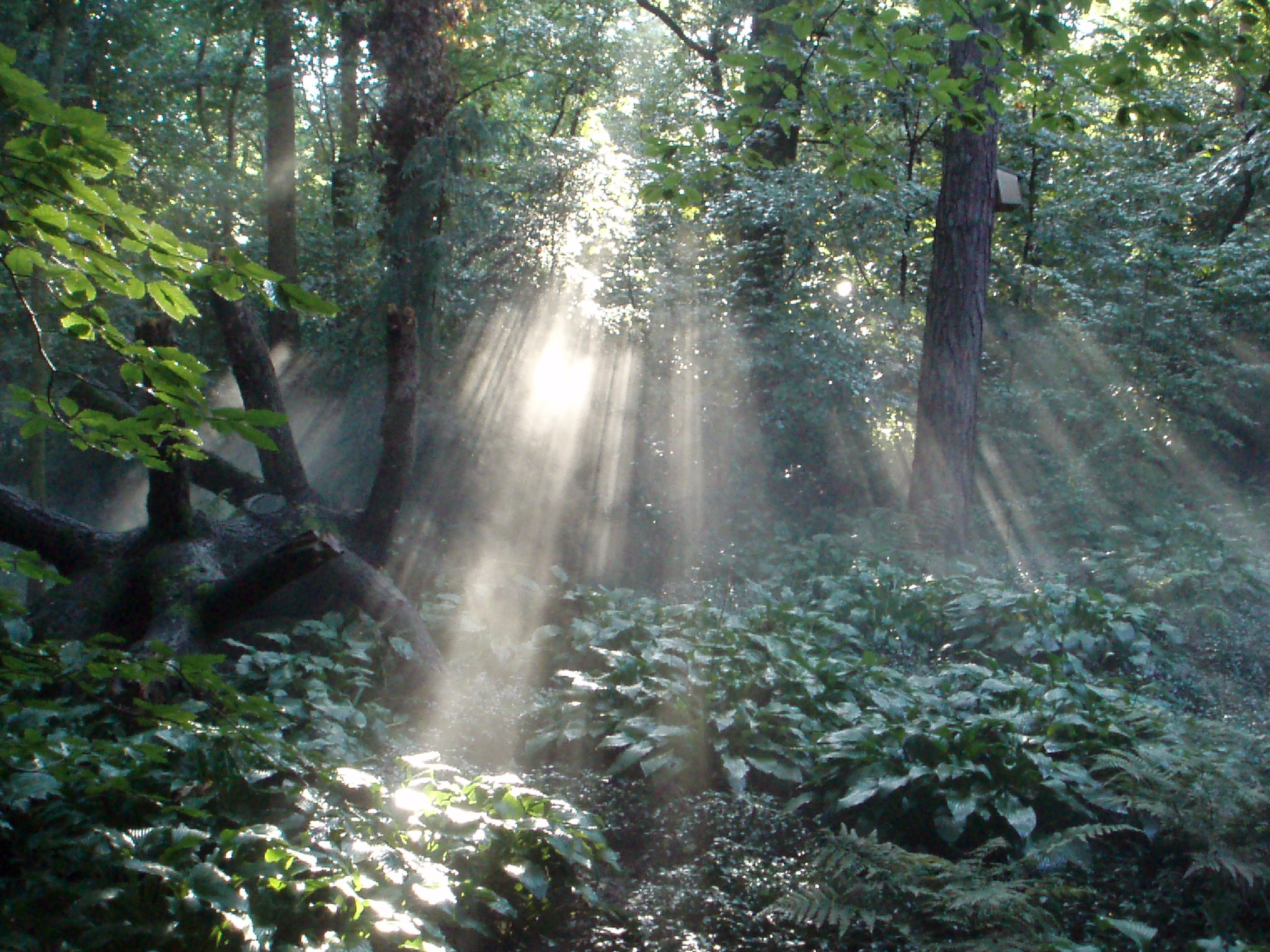
Zonnestralen

Elektromagnetische straling is de voortplanting door de ruimte van elektrische en magnetische trillingen. Licht, radiogolven en röntgenstraling zijn vormen van elektromagnetische straling. Alle soorten elektromagnetische straling planten zich in vacuüm voort met de lichtsnelheid. Elektromagnetische straling wordt wiskundig beschreven als een golf door middel van de wetten van Maxwell. Ze kan ook worden beschreven door de wetten van de kwantummechanica als een stroom van fotonen (lichtdeeltjes).

## Elektromagnetisch

Evolutie van het elektrisch veld van de elektromagnetische golf door de tijd heen. Hier is de sterkte van het veld aangegeven als kleurgradiënt (roodst: maximaal positief dus het veld wijst omhoog; wit: nul-veld, blauwst: maximaal negatief dus het veld wijst omlaag). De magnetische veldcomponent ziet er identiek uit, maar is negentig graden gedraaid t.o.v. het elektrisch veld.

Het woord "elektromagnetisch" weerspiegelt het verschijnsel dat elektrische velden en magnetische velden, als ze in de tijd veranderen, altijd samen optreden. Een wisselend elektrisch veld gaat altijd gepaard met een wisselend magnetisch veld, en omgekeerd.
Elektromagnetische velden worden voor klassieke situaties, dus zonder kwantummechanica, exact beschreven door de Maxwell-vergelijkingen (1865). Die waren in strijd met het klassieke relativiteitsbeginsel van Galileo Galilei. Einstein toonde met zijn speciale relativiteitstheorie aan, dat de wetten van Maxwell juist waren en het beginsel van Galilei niet.
Het bijzondere van elektromagnetische straling is dat er geen medium nodig is waarin de golven zich voortplanten. In tegenstelling tot geluid bijvoorbeeld, dat zich niet in een vacuüm kan voortplanten, kan licht zich prima door een verder totaal lege ruimte voortbewegen. Daarbij gedraagt licht zich als een transversale golf en vertoont dan ook polarisatie.
In de begindagen van radiocommunicatie, waarbij van elektromagnetische golven gebruik wordt gemaakt, werd aangenomen dat de elektromagnetische golven zich voortplantten via de zogenaamde ether en men sprak ook over ethergolven.
De intensiteit van een bundel elektromagnetische straling is de fluxdichtheid van de energie. Dit is een vector met als grootte het vermogen per oppervlakte-eenheid. Geïntegreerd over een oppervlak geeft dit het vermogen van de elektromagnetische straling door dat oppervlak. Als het bijvoorbeeld een gesloten oppervlak om een stralingsbron is geeft het het vermogen van deze bron. Als de stralingsbron voor een waarnemer zichtbaar is als vlek in plaats van als punt, zoals de zonneschijf, kan ook het vermogen per oppervlakte-eenheid per steradiaal beschouwd worden. Dit is onafhankelijk van de afstand van de stralingsbron tot de waarnemer als er onderweg geen straling wordt geabsorbeerd.
De energie van een foton wordt gegeven door {\displaystyle {E=h\nu }} (formule of wet van Planck). Het vermogen (al of niet per oppervlakte-eenheid) is gelijk aan het aantal fotonen (de flux resp. fluxdichtheid van de fotonenstroom) per tijdseenheid maal de energie per foton, gesommeerd/geïntegreerd over de verschillende frequenties.

## Elektromagnetische golven

Elektromagnetische golf die zich voortplant naar rechts. De figuur beschrijft het elektrisch veld in de ruimte op een vast moment in de tijd. Het elektrisch veld is hier verticaal georiënteerd en strekt zich oneindig uit in in de vlakken loodrecht op de voortplantingsrichting, maar haar sterkte (amplitude) fluctueert.
Dat is op drie equivalente manieren af te lezen op de figuur.
(1) Zwart: de sterkte van het veld is weergeven als de dichtheid van de vectoren van het elektrisch veld.
(2) Rood: de sterkte van het veld is weergegeven als de hoogte van de rode grafiek.
(3) Blauw: de sterkte van het veld is weergegeven als de lengte van de vectoren van het elektrisch veld.
Deze drie weergaven zijn dus gelijkwaardige beschrijvingen van eenzelfde lichtgolf. In werkelijkheid bevat een elektromagnetische golf ook een magnetisch veld, dat loodrecht georiënteerd is ten opzichte van het elektrisch veld.

Een elektromagnetische golf is een combinatie van een elektrisch veld {\displaystyle {\vec {E}}} en een magnetisch veld met magnetische fluxdichtheid {\displaystyle {\vec {B}}} die loodrecht op elkaar staan. Lineair gepolariseerde monochromatische straling in vacuüm met een vlak golffront kan als volgt worden beschreven:
{\displaystyle {\vec {E}}={\vec {E}}_{0}\sin(\omega t-{\vec {k}}\cdot {\vec {r}})}
{\displaystyle {\vec {B}}={\vec {B}}_{0}\sin(\omega t-{\vec {k}}\cdot {\vec {r}})}
Hierin zijn:
- {\displaystyle {\vec {E}}} en {\displaystyle {\vec {B}}} resp. het elektrische veld en de magnetische fluxdichtheid op de plaats {\displaystyle {\vec {r}}} op het ogenblik {\displaystyle t}
- {\displaystyle {\vec {E}}_{0}} en {\displaystyle {\vec {B}}_{0}} de amplituden van resp. het elektrische veld en de magnetische fluxdichtheid
- {\displaystyle \omega =2\pi f} de hoekfrequentie en {\displaystyle f} de frequentie van de golven
- {\displaystyle {\vec {k}}} de golfvector, die wijst in de voortplantingsrichting van de golf, met de grootte {\displaystyle k={\frac {2\pi }{\lambda }}} (het golfgetal) en λ de golflengte van de beide golven.

De voortplantingsrichting van een elektromagnetische golf is de richting van de vector {\displaystyle {\vec {E}}\times {\vec {B}}}.
De poynting-vector is
{\displaystyle {\vec {S}}={\frac {1}{\mu }}{\vec {E}}\times {\vec {B}}={\frac {1}{\mu }}{\vec {E}}_{0}\times {\vec {B}}_{0}\sin ^{2}(\omega t-{\vec {k}}\cdot {\vec {r}})}

De amplitude van het elektrisch (E) en magnetisch (B) veld van een elektromagnetische golf. Merk op: de lengte van de pijlen geeft de richting en sterkte van het veld weer, niet haar ruimtelijke omvang.

De intensiteit op een oppervlak loodrecht op de voortplantingsrichting, ook de bestralingssterkte of irradiantie geheten, is de gemiddelde grootte van {\displaystyle {\vec {S}}} over een periode T (= {\displaystyle 1/f}), dus {\displaystyle {\frac {1}{2\mu }}|{\vec {E}}_{0}\times {\vec {B}}_{0}|}.
In de Maxwellvergelijkingen in vacuüm zijn de rotaties van {\displaystyle {\vec {E}}} en {\displaystyle {\vec {B}}} gelijk aan de afgeleiden in de voortplantingsrichting, vermenigvuldigd met eenheidsvectoren respectievelijk in de richtingen van {\displaystyle {\vec {B}}} en {\displaystyle -{\vec {E}}}, zodat volgt dat inderdaad aan de vergelijkingen is voldaan als de voortplantingssnelheid {\displaystyle \omega /|k|} gelijk is aan de lichtsnelheid {\displaystyle c}, en als
{\displaystyle c={\frac {|{\vec {E}}|}{|{\vec {B}}|}}}
Bij een combinatie van golflengten in plaats van een monochromatische golf krijgen we:
{\displaystyle {\vec {E}}={\vec {E}}_{0}f(\omega t-{\vec {k}}\cdot {\vec {r}})}
{\displaystyle {\vec {B}}={\vec {B}}_{0}f(\omega t-{\vec {k}}\cdot {\vec {r}})}
met een willekeurige functie {\displaystyle f} die het signaal representeert.
Zie ook golfvergelijking.

## Ontdekkingsgeschiedenis
William Herschel mat in 1800 infrarode straling met een thermometer in het spectrum van het zonlicht; het was de eerste waarneming van een vorm van elektromagnetische straling die geen zichtbaar licht was. In 1900 nam Paul Ulrich Villard de gammastraling waar die radium uitzendt; in 1914 werd aangetoond dat het hierbij ook om een vorm van elektromagnetische straling ging. Radiogolven werden kunstmatig opgewekt in zenders lang voor Karl Jansky in 1931 toevallig de radiostraling van de melkweg waarnam. Ook röntgenstraling werd door haar ontdekker Wilhelm Röntgen in 1895 kunstmatig opgewekt in een laboratorium; buitenaardse röntgenstraling kan alleen met ruimtetuigen of met stratosferische ballonnen worden waargenomen (zie röntgenastronomie).
In 1865 voorspelde James Clerk Maxwell dat golven van elektromagnetische velden zich door de ruimte kunnen voortplanten en dat er dus geen medium voor nodig was.
In twee eerdere verhandelingen had Maxwell mechanische modellen voorgesteld om elektromagnetisme te beschrijven. In een eerste gebruikte hij een analogie met stromende vloeistoffen om elektrostatische en magnetische effecten te verklaren. In zijn tweede verhandeling vond hij een model uit met draaiende cellen en vrije wieltjes om alle bekende elektromagnetische effecten te verklaren en voorspelde hij twee nieuwe effecten: verplaatsingsstroom en (belangrijk voor dit artikel) golven. Voor zijn derde en definitieve paper over elektromagnetisme, waarin de naar hem genoemde vergelijkingen optreden, stapte hij af van analogieën en vertrok hij van de theoretische mechanica van Lagrange, gebruikmakend van het feit dat een elektromagnetisch veld zelfs in de lege ruimte nog een hoeveelheid energie vertegenwoordigt. In een brief aan zijn neef Charles Hope Cay schreef hij:
Ik ben ook aan een paper aan het werken met een elektromagnetische theorie van het licht die, tot iemand me van het tegendeel overtuigt, geweldig is.
Hij heeft niet meer meegemaakt dat Heinrich Hertz in 1887 een experiment ontwierp om Maxwells hypothese te testen. Hertz gebruikte een oscillator, een schakeling die een periodiek signaal opwekt. Deze was vervaardigd met gepolijste messing knopen, die elk verbonden waren met een inductiespoel en gescheiden waren door een kleine tussenruimte waar vonken konden overspringen. Hertz redeneerde dat, als Maxwells voorspellingen juist waren, elektromagnetische golven uitgezonden zouden worden tijdens elke reeks van vonken. Hertz maakte een simpele ontvanger van een lusvormige draad met kleine knoppen aan de uiteinden van de lus, gescheiden door een kleine tussenruimte. De ontvanger werd een aantal meters van de oscillator vandaan geplaatst.
De elektromagnetische golven die verspreid zouden worden door de vonken van de oscillator, zouden volgens de theorie een stroom opwekken in de ontvanger, waardoor er in de tussenruimte van de ontvanger ook vonken overspringen. Dit deed zich inderdaad voor wanneer Hertz de oscillator aanzette. Hiermee was hij de eerste die bewust elektromagnetische golven verzond en ontving. Hertz merkte ook op dat elektrische geleiders de golven reflecteren en dat deze golven gefocust kunnen worden door een holle reflector.

## Nabij en ver veld
Het woord straling suggereert een uniforme rechtlijnige voortplanting door de ruimte. Niet elk elektromagnetisch veld kan op die manier correct beschreven worden, en met name in de onmiddellijke nabijheid van geladen deeltjes (bijvoorbeeld het metaalrooster van een antenne) is het begrip lichtstraal onbruikbaar. Welke afstand nog als de onmiddellijke nabijheid wordt beschouwd, hangt af van de golflengte van de elektromagnetische golven waarin men geïnteresseerd is.
In het algemeen is het verre veld het gedeelte van de ruimte waarin de energie van het elektromagnetische veld omgekeerd evenredig met het kwadraat van de afstand tot de bron afneemt. Bij een radiozender "ontstaat" de elektromagnetische straling dus pas op enkele tot honderden meters van de zendmast. Ook een passief stuk materie verstoort de rechtlijnige stralengang volgens het principe van Huygens-Fresnel (zie ook diffractie). Als de hindernis evenwel een glad oppervlak is (waarbij eventuele "oneffenheden" veel kleiner zijn dan de golflengte), dan kan het model van een rechtlijnige straal verder gehanteerd worden mits rekening te houden met weerkaatsing en breking.

## Soorten elektromagnetische straling

Het elektromagnetisch spectrum. Boven van links naar rechts: gammastraling, röntgenstraling, ultraviolet, zichtbaar, en infrarood licht, radiostraling. Onder een uitvergroting van het spectrum van zichtbaar licht.

Absorptie in de atmosfeer naar golflengte

Elektromagnetische straling manifesteert zich in uiteenlopende vormen naargelang van haar golflengte, ondanks het feit dat het onderliggende mechanisme steeds hetzelfde blijft.
De kortste golven, korter dan 1 picometer, worden gammastraling genoemd. Dergelijke straling maakt deel uit van radioactieve straling (maar radioactieve straling heeft ook andere componenten, die geen elektromagnetische straling zijn). De kosmische straling bevat naast niet-elektromagnetische deeltjesstraling ook een extreme vorm van gammastraling, met golven korter dan 0,01 pm.
Röntgenstraling heeft golflengten tussen 1 pm en 10 nanometer.
Straling van 10 tot 380 nm heet ultraviolet (uv), soms abusievelijk ultraviolet licht genoemd. De bovengrens van 380 nm wordt bepaald doordat daar de gevoeligheid van het gemiddelde menselijke oog begint. Zichtbaar licht heeft golflengten tussen 380 nm (violet) en 761 nm (donkerrood). Boven die grens is het oog evenmin gevoelig, en tot 1 mm spreken we van infrarood (licht).
Alle elektromagnetische golven langer dan 1 mm behoren tot een of andere vorm van radiostraling. Daaronder ook de straling in een magnetron met een golflengte van circa 12 cm. De radiogolven van openbare radiostations in de FM-band hebben golflengten rond de 3 meter; ieder radiostation gebruikt één precies bepaalde band van golflengtes, zodat de verschillende zenders elkaar niet hinderen.
Al deze soorten golven vormen samen het spectrum van elektromagnetische straling. Met iedere golflengte komt ook een welbepaalde energiehoeveelheid per foton overeen. De straling met een lager energieniveau per foton heeft een grotere golflengte dan de straling met een hoger energieniveau per foton. Samenhangend met die eigenschappen heeft elektromagnetische straling allerlei toepassingen. Sommige soorten (zoals radiogolven) hebben een groot bereik bij een relatief laag energieniveau. Andere soorten straling (zoals röntgenstraling) gaan door weefsels heen en hebben daardoor medische toepassingen. Ook de detectie varieert naargelang van de golflengte: mensen en dieren nemen zichtbaar licht rechtstreeks waar, en intense infrarode straling door een warmtegevoel, maar voor radiogolven zijn antennes nodig; gammastraling is het moeilijkst te detecteren omdat ze dwars door vele materialen heengaat.
Zoals bij ieder ander golfverschijnsel geldt ook voor elektromagnetische straling in een middenstof een omgekeerde evenredigheid tussen frequentie en golflengte:
{\displaystyle \lambda \cdot f=v}
waarin:
{\displaystyle v} de snelheid van de elektromagnetische golf, die berekend kan worden met de brekingsindex van het medium waar de golf doorheen beweegt en de lichtsnelheid ("c"). De laatste is 299 792 458 m/s in vacuüm, maar de snelheid van de golf is minder groot in dichtere stoffen ("media"). Bovendien is de snelheid (lichtjes) in een medium afhankelijk van de frequentie; dit verschijnsel wordt dispersie genoemd.
{\displaystyle \lambda } de Griekse letter lambda voor golflengte in meter
{\displaystyle f} de frequentie in hertz
De snelheid is daarmee gelijk aan de lengte van een golf maal hoeveel golven per seconde langskomen.
Alle soorten straling komen ook in het heelal voor en worden gemeten in de astronomie. De atmosfeer laat delen van het elektromagnetisch spectrum niet door, bijvoorbeeld ultraviolet licht (gedeeltelijk) en röntgenstraling. Ook gedeelten van het infrarood spectrum worden niet door de atmosfeer doorgelaten. Metingen daaraan moeten dan worden uitgevoerd met een satelliet.

## Polarisatie
Zoals eerder vermeld, gedraagt elektromagnetische straling zich als een transversale golf. Dit betekent dat zowel de elektrische als de magnetische veldcomponent loodrecht op de voortplantingsrichting staan. In de vrije ruimte staan beide veldcomponenten ook loodrecht op elkaar. Wanneer we het over de polarisatie van een elektromagnetische golf hebben, bedoelen we altijd de polarisatie van de elektrische veldcomponent. De veldvector van het elektrische veld staat niet noodzakelijk steeds in hetzelfde vlak, maar kan ook een schroefbeweging beschrijven om de voortplantingsrichting. Deze schroefbeweging kan worden ontbonden in twee vlakke golven op onderling loodrechte vlakken. Het is ook gebruikelijk in de chemie om licht dat lineair gepolariseerd is te ontbinden in twee schroefbewegingen met tegengestelde draaizin.
Een elektromagnetische golf kan lineair of circulair of elliptisch gepolariseerd zijn. In het eerste geval is de polarisatierichting constant (de elektrische vector blijft in hetzelfde vlak). In het tweede geval draait de elektrische vector over 360 graden per golflengte, in het derde geval draait de elektrische vector over een kleinere hoek.
Bij reflectie van een elektromagnetische golf op een materiaal met een andere golfweerstand wordt horizontaal gepolariseerd licht (ten opzichte van het reflecterend oppervlak) beter gereflecteerd dan verticaal gepolariseerd licht (zie Fresnelvergelijkingen). Dit is goed te zien wanneer je op een zonnige dag een Polaroid zonnebril voor je houdt terwijl je naar reflecties van zonlicht op water of een venster kijkt. Als je de bril van horizontaal naar verticaal draait, kun je zien dat het materiaal waaruit de glazen van deze bril zijn gemaakt, licht met verschillende polarisatie in verschillende mate verzwakt. De bril laat in de normale stand verticaal gepolariseerd licht maximaal door.

## Golven of deeltjes?
Licht en andere elektromagnetische straling blijken zich in sommige experimenten te gedragen als golven, en in andere als deeltjes. Deze dualiteit heeft wetenschappers geboeid sinds de begindagen van het wetenschappelijk onderzoek: Christiaan Huygens leidde uit experimenten met interferentie af dat licht een golfverschijnsel was, terwijl Isaac Newton dit voor onmogelijk hield omdat een golf (in zijn tijd) zich moest voortplanten doorheen een middenstof, en de hemellichamen werden duidelijk niet gehinderd door de wrijving van een middenstof.
Thans wordt algemeen aanvaard dat licht, en andere elektromagnetische straling, zowel een golf- als een deeltjeskarakter heeft. De fotonen vertonen zowel een golfkarakter als een deeltjeskarakter. Beide modellen zijn nodig om verschillende natuurkundige processen te kunnen verklaren. Elektromagnetische straling kan worden gebogen, en kan met zichzelf interfereren bijvoorbeeld in een tweespletenexperiment; maar elektromagnetische straling beschikt ook over een impuls waarmee massieve voorwerpen in beweging kunnen gebracht worden.
Anderzijds heeft de kwantummechanica aangetoond dat álle deeltjes zich op voldoende kleine schaal als golven gedragen. Experimenten van onder anderen Davisson en Germer met de verstrooiing van elektronen op een kristal, waarbij de wet van Bragg optreedt, tonen een interferentiepatroon, waaruit blijkt dat ook elektronen zich als een golf kunnen gedragen. Om onder andere het compton-effect en het foto-elektrisch effect te kunnen verklaren moet aan elektromagnetische straling een deeltjeskarakter toegekend worden.
Er is een verband tussen het energieniveau {\displaystyle E} van een foton en de frequentie {\displaystyle f} van de bijbehorende golf. Deze relatie is
{\displaystyle E=h\cdot f}
waarin {\displaystyle h} de constante van Planck is.
In natuurkundige formules wordt in plaats van de frequentie ook wel de hoekfrequentie {\displaystyle \omega } ( {\displaystyle =2\pi f}) gebruikt. Dan is het handig om in plaats van {\displaystyle h,} de constante van Dirac te gebruiken die wordt geschreven als {\displaystyle \hbar } (een {\displaystyle h} met een streep erdoorheen, spreek uit als "ha baar"). Deze constante is gelijk aan {\displaystyle h/2\pi .} De energie van een foton is dus te schrijven als {\displaystyle \hbar \omega }.

## Stralingsdruk
Een lichaam dat elektromagnetische straling absorbeert of weerkaatst, ondervindt een kracht die evenredig is met het oppervlak en stralingsdruk wordt genoemd. De stralingsdruk bij weerkaatsing is dubbel zo groot als de stralingsdruk bij absorptie, omdat in het eerste geval ook aan de gereflecteerde stralen een impuls wordt afgestaan. In alledaagse situaties is stralingsdruk erg klein; zo veroorzaakt de zonnestraling op aarde een totale druk van niet meer dan 9 µPa. Stralingsdruk verklaart sommige verschijnselen in de sterrenkunde.
In het deeltjesmodel voor elektromagnetische straling is stralingsdruk de gewone gasdruk van het gas gevormd door de fotonen (lichtdeeltjes), waarbij een individueel foton een impuls vertegenwoordigt ter grootte van {\displaystyle h/\lambda }.

## Stralingswetten
Alle stoffelijke lichamen op een voldoende hoge temperatuur geven licht. Tot de komst van de elektriciteit was vuur de enige kunstmatige lichtbron waarover de mens 's nachts beschikte. De zon en andere sterren stralen licht uit doordat hun oppervlak zeer heet is. Bij lagere temperaturen verkrijgt men stralende warmte, maar geen licht. Straalkacheltjes en ouderwetse elektrische kookfornuizen (600-700 °C) gloeien met een zacht donkerrood licht. De draden van een elektrische gloeilamp (2000 °C) lijken witgloeiend, tot men ze met daglicht vergelijkt: dan blijkt het elektrische licht geel te zijn. Het oppervlak van de zon (6000 °C) bevat meer blauwe stralen en levert daardoor een witte kleurenmengeling. In het algemeen blijkt: als de temperatuur stijgt, wordt de straling snel intensiever en tevens rijker aan kortgolvige stralen.
De stralingswetten zijn een verzamelnaam voor een reeks ontdekkingen in de theoretische en experimentele natuurkunde die de intensiteit en de kleur (golflengteverdeling) beschrijven van een zwarte straler, dat is een ideaal lichaam dat alle elektromagnetische straling volledig absorbeert en waarvan de microscopische structuur geen specifieke golflengten (kleuren) bevoordeelt. Gloeiend hete materie met hoge dichtheid, zoals een vaste stof of een vloeistof, gedraagt zich in goede benadering als een zwarte straler.
De wet van Stefan-Boltzmann stelt dat de totale intensiteit van een zwarte straler evenredig is met de vierdemacht van zijn absolute temperatuur. Jožef Štefan stelde dit in 1879 experimenteel vast, en in 1884 gaf Ludwig Boltzmann er een theoretische verklaring voor.
De verschuivingswet van Wien geeft aan dat hetere voorwerpen typisch in kortere golflengten stralen, meer bepaald dat de golflengte waarbij de stralingsintensiteit het hoogst is, omgekeerd evenredig is met de absolute temperatuur. Wilhelm Wien leidde dit verband in 1893 af op grond van thermodynamische overwegingen.
De precieze verdeling van de stralingsenergie over de verschillende golflengten was moeilijk te verklaren aan de hand van de klassieke natuurkunde. Voor grote golflengten gaf de wet van Rayleigh-Jeans uit 1900 een goede benadering, maar voor de korte golven (hoge frequenties) bleef ze ver van wat eigenlijk wordt waargenomen. Het was Max Planck die in datzelfde jaar met de correcte formule kwam, thans bekend als de wet van Planck, door uit te gaan van de voor die tijd revolutionaire veronderstelling dat licht niet continu wordt uitgezonden, maar in kleine pakketjes, kwanta geheten: het was de geboorte van de kwantumtheorie.

## Synchrotronstraling
Synchrotronstraling bestaat uit elektromagnetische golven die worden opgewekt door een elektron (of een ander geladen deeltje) dat zeer snelle cirkelbanen maakt omheen de veldlijnen van een magnetisch veld. Synchrotronstraling was theoretisch voorspeld in 1944. De eerste waarneming dateert uit 1946, bij de elektronen die ronddraaiden in een deeltjesversneller van het type synchrotron. Sinds 1956 nemen sterrenkundigen synchrotronbronnen waar in het heelal.

## Niet-elektromagnetische straling
Er zijn ook soorten straling die niet elektromagnetisch van aard zijn. Bijvoorbeeld deeltjesstraling die bij radioactief verval vrijkomt (dit zijn snelle deeltjes, bijvoorbeeld elektronen (bètastraling) - of heliumkernen (alfastraling)) en verder neutronenstraling die zowel bij kernsplijting als bij kernfusie vrijkomt. Deze deeltjes planten zich in vacuüm met een lagere snelheid dan de lichtsnelheid voort. In een medium, bijvoorbeeld water, kunnen deeltjes sneller bewegen dan elektromagnetische straling in dat medium. Ze doorbreken dan de 'lichtbarrière', naar analogie van de geluidsbarrière. Er wordt dan namelijk een schokgolf van licht geproduceerd (mits het deeltje geladen is). Dit wordt het Tsjerenkov-effect genoemd.
Weer een andere type niet-elektromagnetische golven zijn zwaartekrachtgolven, die voorspeld worden door Einsteins algemene relativiteitstheorie. Die planten zich echter wel met de lichtsnelheid voort.

## Toepassingen van elektromagnetische straling
Een toepassing daterend van ver vóór het ontdekken van de natuurkundige achtergrond (en ook toegepast door dieren) is uiteraard het gezichtsvermogen dat gebruikmaakt van licht. Naast het natuurlijke licht zijn er lampen die ten behoeve hiervan licht produceren. Een boek, een display, enz. creëren contrast zodat tekst en afbeeldingen zichtbaar worden. Kleuren zorgen voor extra informatie of verfraaiing. Er zijn ook optische hulpmiddelen zoals lenzen en spiegels.
Ook elektromagnetische straling van lagere frequenties wordt veel gebruikt voor draadloze communicatie en gegevensoverdracht. De capaciteit van een frequentiebereik wordt bepaald door de bandbreedte in absolute zin, dus de capaciteit per frequentie-decade is veel groter bij hoge frequenties. De frequentiekeuze hangt echter ook af van benodigde zend- en ontvangstantenne, doordringbaarheid van de atmosfeer (en eventueel geleiding door het aardoppervlak of een luchtlaag), al of niet gewenste doordringbaarheid van muren, enzovoort. Het kan gaan om zeer uiteenlopende afstanden, bijvoorbeeld een paar centimeter bij het in- uitchecken met een OV-chipkaart tot miljarden kilometers van en naar een ver ruimtevaartuig of station. Al kort na de uitvinding van apparatuur waarmee radiosignalen kunnen worden opgewekt en ontvangen, ontstonden de eerste apparaten die waren bedoeld voor communicatie op zee, waar draadverbindingen onmogelijk zijn. Ook in de lucht- en ruimtevaart is communicatie zonder elektromagnetische signalen ondenkbaar. De bekendste toepassing is echter in de omroep, voor het uitzenden van radio- en televisieprogramma's, en in de mobiele telefonie.
Naast het ontvangen van doelbewust uitgezonden signalen is er ook het opvangen van straling uit de ruimte ten behoeve van de astronomie (ook over nog veel grotere afstanden).
Een straalkachel produceert straling die bij inval, bijvoorbeeld op het lichaam, warmte produceert.
Microgolven worden gebruikt in een magnetron, voor het verwarmen van voedsel en industriële toepassingen.
Röntgenstraling vindt toepassing in de medische en industriële beeldvorming.
Gammastraling komt vrij bij kernreacties en speelt dus een rol bij het bestuderen daarvan.

## Biologische en gezondheidseffecten
Voor wat betreft de effecten van elektromagnetische straling op levende wezens moet een onderscheid gemaakt worden tussen ioniserende elektromagnetische straling, met korte golflengte, en niet-ioniserende elektromagnetische straling, met langere golflengte.

### Ioniserende straling
Als de golflengte van elektromagnetische straling voldoende kort is, dan is de energie van de fotonen hoog genoeg om elektronen weg te halen uit moleculen. Daardoor ontstaan in de weefsels van levende wezens chemische reacties die giftige stoffen produceren. Ook het DNA in de celkern kan beschadigd worden. Hoewel de ionisatie-energie van moleculen sterk varieert, wordt voor de definitie van ioniserende straling de grens van 124 nm gehanteerd, in het zogenaamde "harde ultraviolet" (UV-C). Röntgenstralen en gammastralen zijn ioniserend. Ioniserende straling kan bij dieren kanker veroorzaken. Daarnaast veroorzaken hoge dosissen ioniserende straling acute, eventueel dodelijke kortetermijneffecten die samen onder de noemer stralingsziekte vallen. Ioniserende straling, zowel elektromagnetisch als niet-elektromagnetisch, wordt ook medisch toegepast om selectief kankerweefsel te verwijderen.

### Niet-ioniserende straling
In kleine doses veroorzaken elektromagnetische golven met een langere golflengte geen rechtstreekse schade aan moleculen. Ze kunnen wel geabsorbeerd worden, wat warmte produceert. Eventuele schade door niet-ioniserende straling hangt (vrijwel) exclusief samen met de warmte die vrijkomt als de straling geabsorbeerd wordt door het weefsel. Zulke effecten kunnen bijvoorbeeld optreden in een magnetron of door blootstelling aan krachtige lichtbronnen als lasers.
Wereldwijd zijn meer dan 25.000 onderzoeken uitgevoerd naar de mogelijke effecten van EMS ten gevolge van de blootstelling aan straling afkomstig van relatief nieuwe apparatuur als GSM (masten) en wifi. Het overgrote deel van deze onderzoeken toont geen causaal verband aan tussen de straling en mogelijke negatieve effecten. Een enkel onderzoek doet dat wel. Analyse van deze laatste onderzoeken door de Gezondheidsraad en vergelijkbare organisaties in andere landen wijst uit dat de deze laatste onderzoeken niet voldoen qua proefopzet of statistiek. Het internationaal breed gedeelde standpunt onder vakinhoudelijk deskundigen is dat er geen enkel bewijs is dat deze apparatuur schade aan de gezondheid veroorzaakt. De Wereldgezondheidsorganisatie (WHO) hanteert dit standpunt ook.
Gepulste elektromagnetische velden is de verzamelnaam voor een aantal medische therapieën die gebruik maken van laagfrequente elektromagnetische golven, onder meer in de orthopedie.

### Gevoeligheid en angst voor schadelijke gevolgen
Er zijn mensen die gezondheidsklachten krijgen en dat relateren aan niet-ioniserende elektromagnetische straling. Dit wordt ook wel elektrohypersensitiviteit (EHS) of elektroallergie genoemd.
In mei 2015 deed een internationale groep van meer dan 200 wetenschappers die zich bezighouden met de biologische en gezondheidseffecten van elektromagnetische velden een appel aan de secretaris-generaal van de Verenigde Naties, waarin werd opgeroepen tot het opstellen van meer beschermende WHO-richtlijnen voor elektromagnetische stralingsbronnen, zoals GSM, draadloze telefonie, Wi-Fi, slimme meters en babyfoons. Daarnaast werd aangedrongen op het stimuleren van voorzorgsmaatregelen tegen blootstelling aan elektromagnetische velden en het informeren van het publiek over gezondheidseffecten, in het bijzonder het risico voor kinderen en de foetus. In het appel stelden de wetenschappers, dat talrijke wetenschappelijke studies aantonen dat elektromagnetische velden op niveaus duidelijk onder de nu geldende normen invloed hebben op levende organismen. Deze invloeden zouden onder andere een verhoogd risico op kanker, genetische schade, structurele en functionele veranderingen in het voortplantingssysteem en neurologische aandoeningen omvatten.
De WHO beveelt aan dat artsen hun behandeling van EHS richten op symptomenbestrijding samen met een evaluatie van de psychologie van de patiënt en de inrichting van zijn of haar werkplek en woning, maar niet op de door de patiënt gepercipieerde noodzaak tot vermindering van elektromagnetische straling.